# Blanche (Schiff, 1931)
HMS Blanche (H47) war ein Zerstörer der B-Klasse der britischen Royal Navy. Die Blanche war der erste Zerstörer der Royal Navy, der im Zweiten Weltkrieg durch Feindeinwirkung sank, als sie in der Nacht vom 12. auf den 13. November 1939 auf eine Mine lief, die wenige Stunden zuvor von deutschen Zerstörern gelegt worden war.

## Geschichte des Zerstörers
Am 4. März 1929 erhielt die Werft Hawthorn Leslie in Hebburn bei Newcastle upon Tyne den Auftrag, zwei Schiffe der zweiten Zerstörerklasse der Royal Navy, die nach Ende des Ersten Weltkriegs gebaut wurde, zu fertigen. Die Werft hatte 1928 schon Bauaufträge für zwei Zerstörer der vorangehenden A-Klasse erhalten. Die Kiellegung der Blanche als zweites Schiff des Folgeauftrags erfolgte am 29. Juli 1929 nur drei Wochen nach dem auf der Werft entstehenden Schwesterschiff Boadicea.
Die zehnte Blanche der Royal Navy lief am 29. Mai 1930 vom Stapel und wurde am 19. Februar 1931 als erster Zerstörer der B-Klasse in Dienst gestellt.
Die Blanche hatte eine Standardverdrängung von 1.360 ts und von 1.780 ts bei voller Ausrüstung. Wie ihre Schwesterschiffe war sie 323 ft über alles lang, hatte eine Breite von 32,25 ft und einen Tiefgang von 12,25 ft. Angetrieben wurde sie über zwei Wellen von Parsons-Getriebeturbinen, die eine Höchstleistung von 35.500 PS erreichten und dem Zerstörer eine Höchstgeschwindigkeit von 35,25 Knoten (kn) ermöglichten. Der Dampf für die Turbinen wurde in drei Admiralty-3-Trommel-Kesseln erzeugt. Der Bunkervorrat von bis zu 390 tn.l. Heizöl gab dem Zerstörer eine Reichweite von bis zu 4.800 Seemeilen bei 15 kn.
Bewaffnet war der Zerstörer mit vier einzelnen 120-mm-L/45-Geschützen Mk.IX. Zur Abwehr von Flugzeugen waren auf der Blanche zwei 40-mm-„pompom“-Geschütze auf einer Plattform zwischen den Schornsteinen installiert. Dazu verfügte der Zerstörer an Deck über zwei Vierfachsätze von 21-Zoll-Torpedorohren. Zur Bekämpfung von Unterseebooten führte der Zerstörer 20 Wasserbomben mit, die mit zwei Wasserbombenwerfern und über eine Abwurfschiene eingesetzt wurden. Der Vorrat der Wasserbomben wurde nach dem Kriegsbeginn auf 35 erhöht.
Die Besatzung des Schiffes bestand aus 134 Mann und wurde beim Kriegsausbruch auf 142 verstärkt.

### Einsatzgeschichte
Die Blanche wurde mit ihren Schwesterschiffen zuerst der „4th Destroyer Flotilla“ bei der Mediterranean Fleet zugeordnet. Da die britische Mittelmeerflotte meist die neuesten Zerstörer erhielt, wurde die Flottille Ende 1936 zur Home Fleet verlegt. Wegen der zunehmenden politischen Spannungen verlegte die Blanche 1937 nach Gibraltar und beteiligte sich wieder an den sogenannten Neutralitätspatrouillen vor der spanischen Küste im westlichen Mittelmeer wegen des spanischen Bürgerkriegs. Am 6. März 1938 wurde sie von fünf nationalspanischen Flugzeugen angegriffen, die keinen Treffer auf dem Zerstörer erzielten. Nach sechs Monaten Einsatz vor Spanien kehrte der Zerstörer 1938 in die Heimat zurück und wurde wie die Schwesterschiffe der Reserveflotte zugeteilt, weil in der Zwischenzeit eine Vielzahl modernerer Zerstörer in Dienst gestellt worden waren.

### Kriegseinsatz
Beim Kriegsbeginn 1939 wurde der Zerstörer wieder reaktiviert und der „19th Destroyer Flotilla“ zugeteilt. Die am Ostausgang des Ärmelkanals stationierte Flottille sicherte Geleitzüge und Kriegsschiffe in den britischen Küstengewässern, patrouillierte in der Straße von Dover und sicherte die Überführung britischer Truppen auf das europäische Festland.

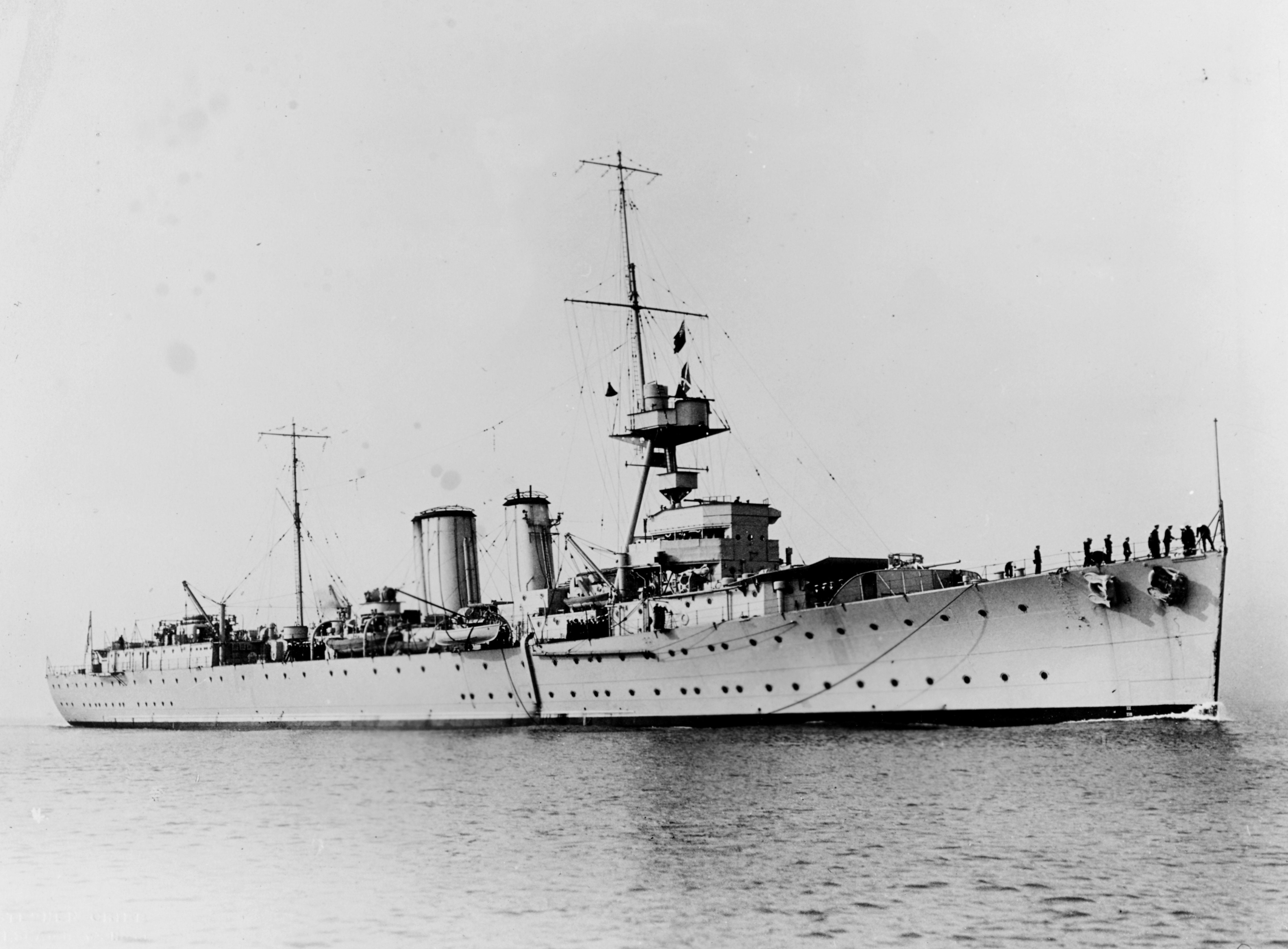
Der Minenkreuzer Adventure

In der Nacht vom 12. auf den 13. November 1939 geleitete die Blanche zusammen mit dem Schwesterschiff Basilisk den Minenkreuzer Adventure. Dieser geriet in der Themsemündung in eine Minensperre, die wenige Stunden zuvor von den deutschen Zerstörern Karl Galster, Hans Lüdemann, Hermann Künne und Wilhelm Heidkamp gelegt worden war. Als die sichernden Zerstörer den beschädigten Minenleger aus dem Minenfeld herausgeleiten wollten, lief Blanche ebenfalls auf eine Mine. Das Schiff sank am Morgen des 13. November, im Schlepp des Schleppers Fabia auf 51° 29′ N, 1° 30′ O. Der Untergang der Blanche forderte ein Todesopfer und zwölf Besatzungsangehörige wurden verletzt.
HMS Blanche war der erste Zerstörer der Royal Navy, der im Zweiten Weltkrieg durch Feindeinwirkung sank.